# باغ نوایی
باغ نوایی (شیخی) مربوط به دوره قاجار است و در شیراز، خیابان قصرالدشت، فلکه قصرالدشت واقع شده و این اثر در تاریخ ۱۱ شهریور ۱۳۸۲ با شمارهٔ ثبت ۹۷۹۹ به‌عنوان یکی از آثار ملی ایران به ثبت رسیده‌است.